# Louze
Pour l’article ayant un titre homophone, voir Louzes.
Louze est une ancienne commune française située dans le département de la Haute-Marne, en région Grand Est.

## Toponymie
Lutosa en 857 ,, Louses 1318.
Du latin lutosa (terra) "(terre) bouse". (Voir lutosus.)

## Histoire
Par un arrêté préfectoral du 21 décembre 2015, Louze s'est regroupée avec les communes  de Droyes, Longeville-sur-la-Laines et Puellemontier qui deviennent des communes déléguées de la nouvelle commune de Rives Dervoises ainsi créée. Son chef-lieu est fixé à Puellemontier.

## Politique et administration

### Liste des maires
| Période   | Période   | Identité         | Étiquette | Qualité       |
| --------- | --------- | ---------------- | --------- | ------------- |
| 1977      | mars 1995 | Abel Renaut      |           |               |
| 1995      | mars 2020 | Bernard Pasquier |           |               |
| mars 2020 | En cours  | Daniel Monnier   | LFI       | Maire délégué |

## Population et société

### Démographie
L'évolution du nombre d'habitants est connue à travers les recensements de la population effectués dans la commune depuis 1793. À partir du 1er janvier 2009, les populations légales des communes sont publiées annuellement dans le cadre d'un recensement qui repose désormais sur une collecte d'information annuelle, concernant successivement tous les territoires communaux au cours d'une période de cinq ans. 
Pour les communes de moins de 10 000 habitants, une enquête de recensement portant sur toute la population est réalisée tous les cinq ans, les populations légales des années intermédiaires étant quant à elles estimées par interpolation ou extrapolation. Pour la commune, le premier recensement exhaustif entrant dans le cadre du nouveau dispositif a été réalisé en 2007,.
En 2013, la commune comptait 309 habitants, en évolution de −1,9 % par rapport à 2008 (Haute-Marne : −2,45 %, France hors Mayotte : +2,49 %).
| 1793 | 1800 | 1806 | 1821 | 1831 | 1836 | 1841 | 1846 | 1851 |
| ---- | ---- | ---- | ---- | ---- | ---- | ---- | ---- | ---- |
| 660  | 757  | 757  | 707  | 785  | 781  | 779  | 770  | 775  |

| 1856 | 1861 | 1866 | 1872 | 1876 | 1881 | 1886 | 1891 | 1896 |
| ---- | ---- | ---- | ---- | ---- | ---- | ---- | ---- | ---- |
| 738  | 715  | 750  | 760  | 726  | 699  | 707  | 670  | 668  |

| 1901 | 1906 | 1911 | 1921 | 1926 | 1931 | 1936 | 1946 | 1954 |
| ---- | ---- | ---- | ---- | ---- | ---- | ---- | ---- | ---- |
| 620  | 617  | 577  | 464  | 431  | 417  | 395  | 395  | 399  |

| 1962 | 1968 | 1975 | 1982 | 1990 | 1999 | 2007 | 2011 | 2013 |
| ---- | ---- | ---- | ---- | ---- | ---- | ---- | ---- | ---- |
| 379  | 387  | 365  | 312  | 289  | 307  | 317  | 312  | 309  |

## Culture locale et patrimoine

### Lieux et monuments
- Église Saint-Martin de Louze, classée. Elle contient des vitraux du XIIIe siècle, les plus anciens de la Haute-Marne.

### Personnalités liées à la commune
Louze est le village d'origine de la famille Drappier, propriétaire des champagnes Drappier, qui a exercé au XVIIe siècle les fonctions de notaire royal et procureur fiscal de la seigneurie.